# Квартет Мюллеров
Квартет братьев Мюллеров (нем. Gebrüder Müller-Quartett) — два струнных квартета, существовавших в XIX веке в Брауншвейге.

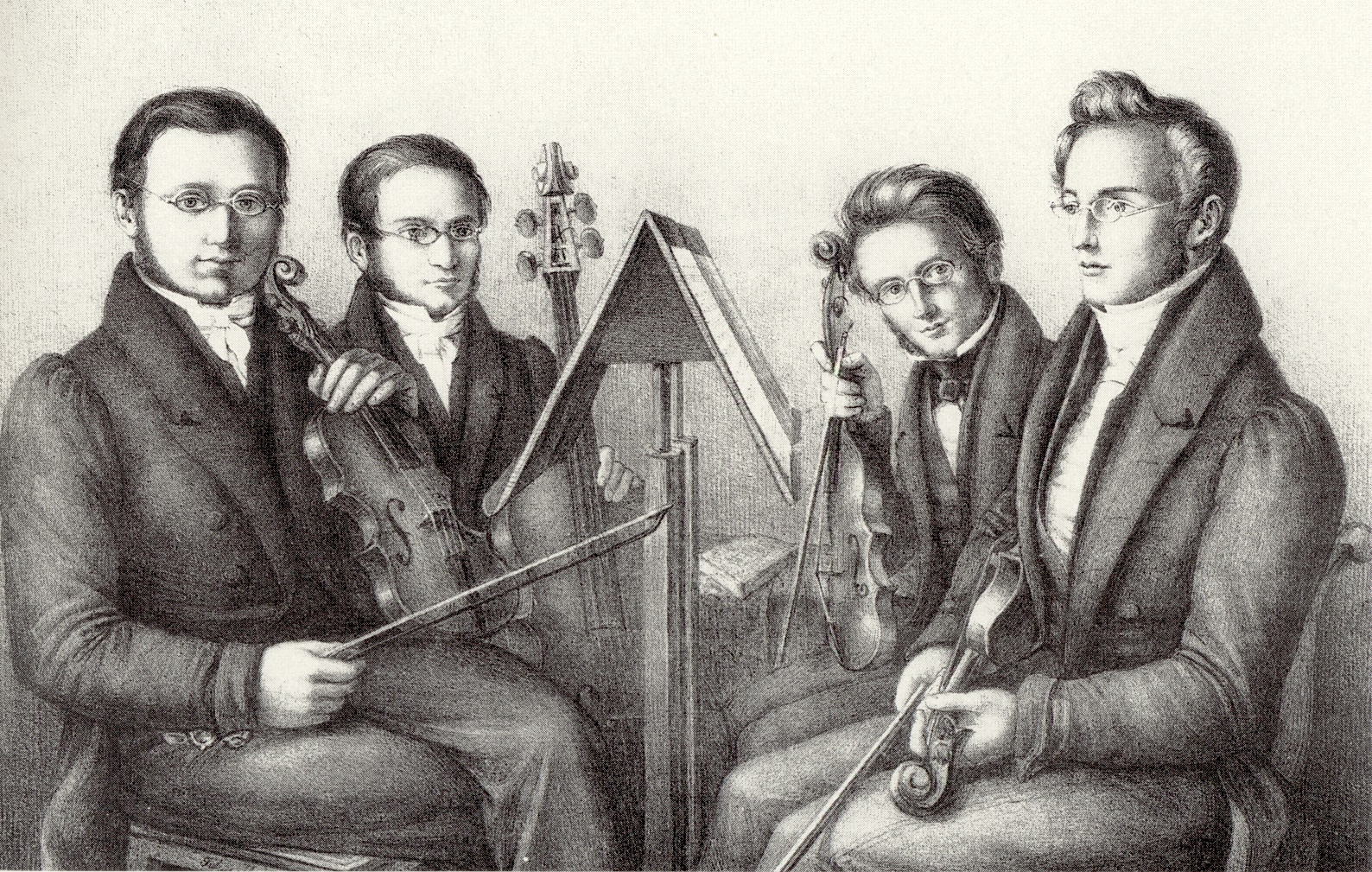
Квартет братьев Мюллеров в 1832 году

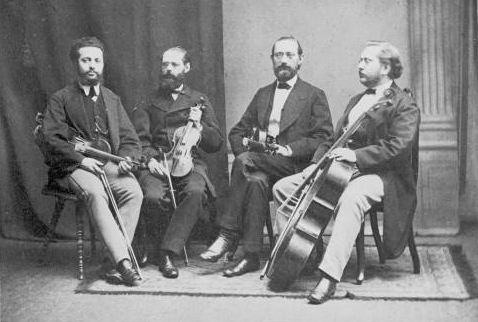
Второй квартет братьев Мюллеров (на месте первой скрипки вместо Карла Мюллера Леопольд Ауэр)

Первый из них возник в 1831 г. как придворный квартет герцога Брауншвейгского и состоял из четырёх братьев Мюллеров:
- первая скрипка — Карл Фридрих Мюллер (1797—1873),
- вторая скрипка — Георг Мюллер (1808—1855),
- альт — Густав Мюллер (1799—1855),
- виолончель — Август Теодор Мюллер (1802—1875).

В 1831 г. квартет отправился на первое гастрольное выступление в Гамбург, в 1833 г. выступил в Берлине, затем объездил многие германские города, в 1845 г. побывал в России, а в 1852 г. — в Нидерландах. Основу репертуара квартета составляли произведения Йозефа Гайдна, Вольфганга Амадея Моцарта и Людвига ван Бетховена. Квартет прекратил своё существование в 1855 г. после смерти двух его участников.
В 1854 г. был сформирован второй квартет братьев Мюллеров, состоявший из сыновей Карла Фридриха:
- первая скрипка — Карл Мюллер (1829—1907),
- вторая скрипка — Гуго Мюллер (1832—1886),
- альт — Бернхард Мюллер (1825—1895),
- виолончель — Вильгельм Мюллер (1834—1897).

Этот квартет до 1864 года выступал как придворный квартет в Майнингене, затем предпринял продолжительный гастрольный тур, в 1866 г. обосновался на полгода в Висбадене, а затем до своего роспуска в 1873 г. работал в Ростоке, где первая скрипка квартета, Карл Мюллер, получил место придворного капельмейстера, а остальные братья — места солистов в оркестре. В конце 1860-х гг. в качестве примариуса выступал Леопольд Ауэр, затем Эрнст Шивер. Квартет прекратил своё существование в связи с отъездом Вильгельма Мюллера на преподавательскую работу в Берлин.